# Drymonia ulei
Drymonia ulei är en tvåhjärtbladig växtart som beskrevs av Wiehler. Drymonia ulei ingår i släktet Drymonia och familjen Gesneriaceae. Inga underarter finns listade i Catalogue of Life.